# Serafín Huder Lasalas
Serafín Huder Lasalas (Pamplona, 29 de juliol de 1874 - 25 de març de 1962) fou un metge i polític navarrès. Pertanyia a una nissaga important de metges i polítics republicans navarresos.
En 1899 va ser nomenat metge d'Etxalar. En 1903 es trasllada a Pamplona. Va ser metge de la Beneficència municipal de Pamplona.
En 1931 va ser president del Partit Republicà Autònom Navarrès, partit creat en 1914 pel seu germà Gregorio Huder, reorganitzant el partit i passant a ser el de major creixement a Navarra en 1931. Va proclamar la Segona República a Pamplona, des de l'ajuntament, el mateix 14 d'abril a les set de la tarda. Aquest fet va congregar un gran entusiasme a la ciutat malgrat la victòria dels partits de dretes i antirepublicans a Navarra. Ell mateix recordava que el seu pare havia proclamat la Primera República en 1873.
Va ser destituït de la seva plaça de metge de la Beneficència municipal iniciada la Guerra Civil, quan a Navarra, que van guanyar els revoltats, van aplicar les destitucions als funcionaris. (vegeu Víctimes de la Guerra Civil a Navarra)

## Obres
- Tratamiento del Tracoma Iruñea, 1902 (tesi)
- Plan general de higienización de las viviendas de Pamplona y medios de realizarlo en la práctica, Iruñea: Aramendia, 1907
- Desarrollo de Pamplona durante los últimos cien años. Su nupcialidad, su natalidad, su mortalidad y su censo de población. Iruñea: Bengarai, 1935
- Comunicación acerca del 2.° Congreso Español Internacional contra la Tuberculosis presentada al Excmo. Ayuntamiento de Pamplona, por el Decano de su Beneficencia Municipal, Iruñea: Juan Sanz, 1973